# Richtlinie 2010/35/EU über ortsbewegliche Druckgeräte
Die Richtlinie 2010/35/EU des Europäischen Parlaments und des Rates vom 16. Juni 2010 über ortsbewegliche Druckgeräte und zur Aufhebung der Richtlinien des Rates 76/767/EWG, 84/525/EWG, 84/526/EWG, 84/527/EWG und 1999/36/EG (im Deutschen Richtlinie über ortsbewegliche Druckgeräte, im Englischen Transportable Pressure Equipment Directive, kurz TPED), legt die Anforderungen an ortsbewegliche Druckgeräte für das Inverkehrbringen innerhalb der Europäischen Union (EU) fest. Sie wurde im Amtsblatt der Europäischen Union L 165 vom 20. Juli 2010, S. 1-18, veröffentlicht. 
Die Richtlinie über ortsbewegliche Druckgeräte ist, wie alle europäischen Richtlinien, an die Mitgliedsstaaten gerichtet und sie muss daher von den einzelnen Mitgliedstaaten in nationales Recht umgesetzt werden. In Deutschland erfolgt dies durch das Produktsicherheitsgesetz (ProdSG) – welches das bis Ende 2011 geltende Geräte- und Produktsicherheitsgesetz ablöste. Ihre nationale Umsetzung in Deutschland findet sie in der Verordnung über ortsbewegliche Druckgeräte (OrtsDruckV).
Von der Beförderung gefährlicher Güter auf der Straße, Schiene oder auch Binnenwasserstraßen geht ein erhebliche Unfallgefahr aus. Daher müssen sichere Umschließungen, insbesondere bei Beförderungen von unter Druck gesetzten Gasen und Flüssigkeiten, verwendet werden. Mit der neuen Europäischen Richtlinie für ortsbewegliche Druckgeräte werden die Vorschriften festgelegt. 
Neben den Definitionen zum ortsbeweglichen Druckgerät, dem Hersteller, dem Inverkerkehrbringer, dem Verwender, zum Rückruf, wird in der Richtlinie auch die Konformitätsbewertung gemäß den Anhängen der Richtlinie 2008/68/EG geregelt. Auch die „Pi-Kennzeichnung“ eine Kennzeichnung, die angibt, dass ortsbewegliche Druckgeräte die geltenden Anforderungen erfüllt ist geregelt. Ortsbewegliche Druckgeräte müssen den einschlägigen Anforderungen für die Konformitätsbewertung und die wiederkehrenden Prüfungen, Zwischenprüfungen und außerordentlichen Prüfungen entsprechen sowie den Spezifikationen der Dokumentation, nach denen die Geräte hergestellt wurden. Entspricht das ortsbewegliche Druckgerät den Konformitätsanforderungen, muss der Hersteller das Pi-Kennzeichen anbringen.

„Für die Zwecke dieser Richtlinie stellt die Pi-Kennzeichnung die einzige Kennzeichnung dar, mit der die Konformität der ortsbeweglichen Druckgeräte mit den einschlägigen Anforderungen der Anhänge der Richtlinie 2008/68/EG und der vorliegenden Richtlinie bescheinigt wird.“

## Definition
Ortsbewegliche Druckgeräte gemäß dieser Richtlinie sind:
- alle Druckgefäße und gegebenenfalls ihre Ventile und anderen Zubehörteile;
- Tanks, Batteriefahrzeuge/-wagen, Gascontainer mit mehreren Elementen (MEGC) und Gasflaschen sowie gegebenenfalls ihre Ventile und andere Zubehörteile;
- Gaspatronen, jedoch nicht Druckgaspackungen, offene Kryobehälter, Gasflaschen für Atemschutzgeräte und Feuerlöschgeräte.

Mit dieser Richtlinie werden detaillierte Vorschriften über ortsbewegliche Druckgeräte festgelegt, um die Sicherheit zu erhöhen und den freien Verkehr solcher Geräte innerhalb der EU sicherzustellen. Mit ihr wird die vorige Gesetzgebung aktualisiert, insbesondere im Hinblick auf die Konformitätsanforderungen, die Konformitätsbewertungen, wiederkehrende Prüfungen und Kontrollen ortsbeweglicher Druckgeräte, und es werden die Richtlinien 76/767/EWG, 84/525/EWG, 84/526/EWG, 84/527/EWG und 1999/36/EG aufgehoben.

## Gültigkeit
Die Richtlinie gilt für:

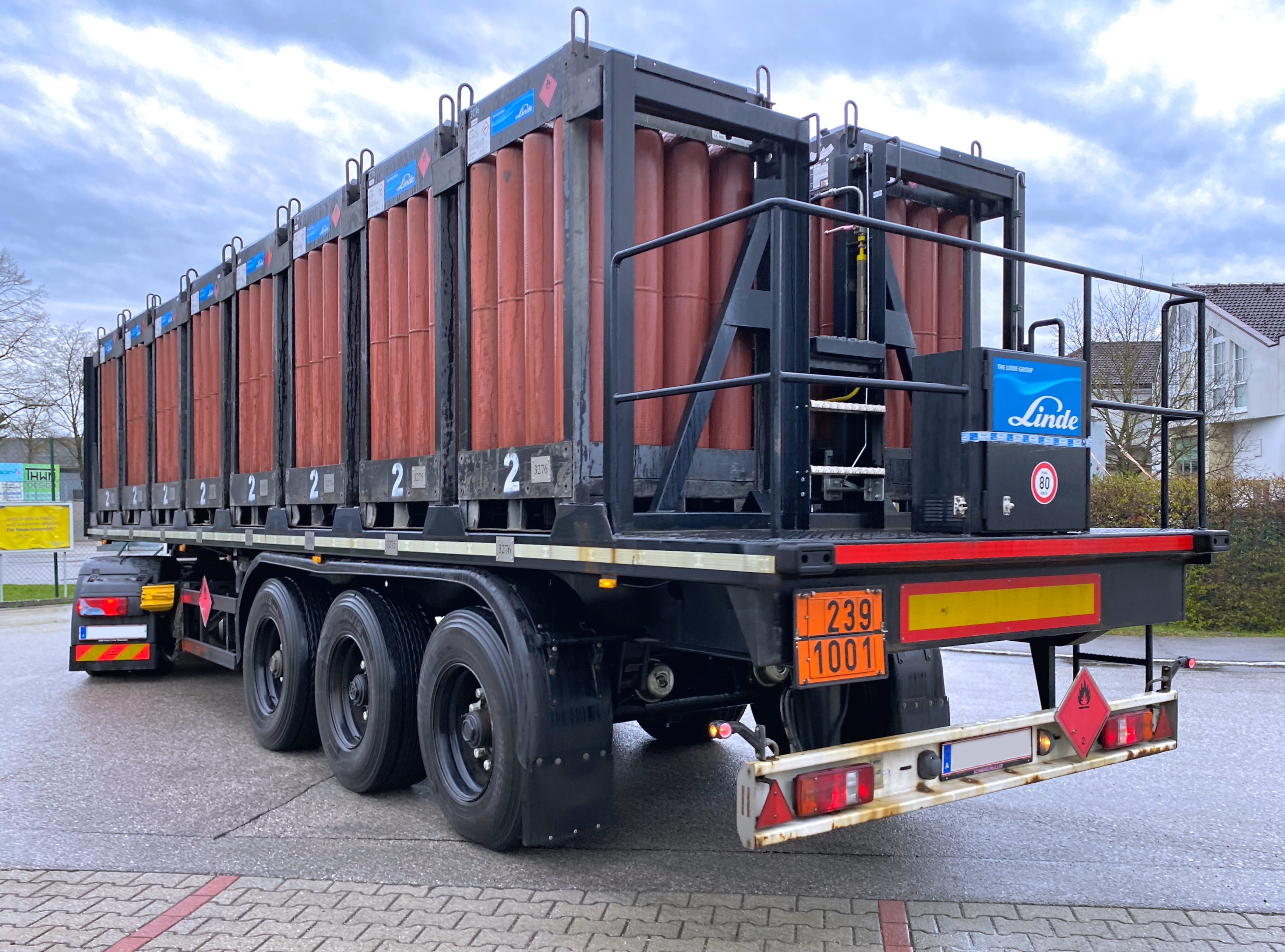
Beispiel ortsbewegliche Druckgeräte ohne Pi-Kennzeichnung

- neue ortsbewegliche Druckgeräte, die nicht die Konformitätskennzeichnung gemäß den Richtlinien 84/525/EWG, 84/526/EWG, 84/527/EWG oder 1999/36/EG tragen, hinsichtlich der Bereitstellung auf dem Markt;
- ortsbewegliche Druckgeräte, die die Konformitätskennzeichnung gemäß den oben genannten Richtlinien tragen, hinsichtlich der wiederkehrenden Prüfungen, Zwischenprüfungen oder außerordentlichen Prüfungen der Geräte und ihrer Verwendung;
- ortsbewegliche Druckgeräte, die nicht die Konformitätskennzeichnung gemäß der Richtlinie 1999/36/EG tragen, hinsichtlich der Neubewertung der Konformität.

Die Richtlinie gilt für den Verkehr auf Straße und Schiene sowie für Binnenwasserstraßen. 
Die Richtlinie gilt nicht für:
- ortsbewegliche Druckgeräte, die vor dem Datum des Anwendungsbeginns der Richtlinie 1999/36/EG in Verkehr gebracht und keiner Neubewertung der Konformität unterzogen wurden;
- ortsbewegliche Druckgeräte, die ausschließlich zur Beförderung gefährlicher Güter zwischen der EU und den Nicht-EU-Ländern gemäß der Richtlinie 2008/68/EG verwendet werden.

## Freier Verkehr ortsbeweglicher Druckgeräte
EU-Länder dürfen den freien Verkehr, die Bereitstellung auf dem Markt und die Verwendung von ortsbeweglichen Druckgeräten, die der vorliegenden Richtlinie entsprechen, in ihrem Hoheitsgebiet nicht verbieten, beschränken oder behindern.

## Aufhebungen
Die Richtlinie 2010/35/EU hebt die folgenden bisherigen Europäischen Richtlinien auf (ersetzt diese):
- 76/767/EWG (Richtlinie des Rates vom 27. Juli 1976 zur Angleichung der Rechtsvorschriften der Mitgliedstaaten über gemeinsame Vorschriften für Druckbehälter sowie über Verfahren zu deren Prüfung)
- 84/525/EWG (nahtlose Gasflaschen aus Stahl)
- 84/526/EWG (nahtlose Gasflaschen aus unleg. Aluminium)
- 84/527/EWG (geschweißte Gasflaschen aus unleg. Stahl)
- 1999/36/EG (bisher Pi-gekennzeichnete Flaschen)